# Peter H. Schultz
Peter H. Schultz (nascut el 22 de gener de 1944) és catedràtic de ciències geològiques de la Universitat de Brown, especialitzat en l'estudi de la geologia planetària, l'impacte dels cràters a la Terra i altres objectes del Sistema solar i les modificacions volcàniques de les superfícies planetàries. Va ser coinvestigador de la NASA Science Mission Directorate de la nau espacial Deep Impact i del Lunar Crater Observation and Sensing Satellite (LCROSS). Va ser guardonat amb la Medalla Barringer de la Meteoritical Society el 2004 pels seus estudis teòrics i experimentals sobre cràters d'impacte.

## Educació
Schultz va obtenir un títol de llicenciat al Carleton College a Minnesota el 1966. Va rebre un doctorat en astronomia per la Universitat de Texas a Austin el 1972.

## Carrera
Va ser investigador associat al Ames Research Center de la NASA. El 1976 es va incorporar al Lunar and Planetary Institute (LPI) com a director científic del Regional Planetary Image Facility (RPIF). Dins 1984 Schultz va ser fixat Associa Professor en el Departament de Ciències Geològiques a Universitat Marró i va ser anomenat Professor dins 1994. Serveix com el Coordinador de Ciència per la NASA Ames Gamma de Pistola Vertical, Cadira per NASA Facilitats d'Imatge Planetàries Regionals tauler, Director de Rhode Island de NASA Consorci de Beca Espacial, i Director del Nord-est Centre de Dada Planetària.
Schultz és l'autor del llibre de 1976 Moon Morphology: Interpretations Based on Lunar Orbiter Photography. Va ser coeditor d'A Primer in Lunar Geology, Multi-Ring Basins, i Geological Implications of Impacts of Large Asteroids and Comets on the Earth.

## Premis i honors
A la Meteoritical Society de 2004, Schultz va obtenir la Medalla Barringer pels seus estudis teòrics i experimentals sobre cràters d'impacte, que han ajudat a dilucidar processos de cràter a la Terra, Lluna, Mercuri, Venus, i Mart.
La seva contribució als fenòmens de cràters de manera experimental i en el camp va ser reconeguda amb el nomenament de l'asteroide 16592 PeteSchultz en el seu honor. En el programa de la BBC Horizon sobre asteroides, "The Good, the Bad and the Ugly", emès per primera vegada el 2010, Schultz fa broma sobre la possibilitat que el seu asteroide col·lideixi amb la Terra: "És una bala amb el meu nom".
En el Simposi d'Impacte de hipervelocitat 2010 a Freiburg, Alemanya, Schultz va rebre el Premi al científic distingit per les seves contribucions significatives i duradores al camp de la ciència de la hipervelocitat.
El 2012, Schultz va obtenir el Premi G.K. Gilbert de la divisió planetària de la Geological Society of America per les seves contribucions destacades a la solució d'un problema fonamental de la geologia planetària.